# أوتو لينز
أوتو لينز (بالألمانية: Otto Lenz)‏ هو محامي وسياسي ألماني، ولد في 6 يوليو 1903 في ألمانيا، وتوفي في 2 مايو 1957 في إيطاليا. حزبياً، نشط في الاتحاد الديمقراطي المسيحي وحزب الوسط. انتخب عضو في البوندستاغ الألماني خلال فترته النيابية ‏ (6 أكتوبر 1953 – 2 مايو 1957).

## روابط خارجية
- أوتو لينز على موقع مونزينجر (الألمانية)